# Mimosa haavoa
Mimosa haavoa är en ärtväxtart som beskrevs av Villiers. Mimosa haavoa ingår i släktet mimosor, och familjen ärtväxter.

## Underarter
Arten delas in i följande underarter:
- M. h. haavoa
- M. h. peltieri